# 高灭里干
高灭里干（?—?），元朝女真人，高闹儿之孙，高元长之子。
高灭里干开始入值宿卫，袭父职为万户，领兵镇守广东，于是改镇惠州，平定盗寇谭大獠、朱珍等人。元成宗元贞元年（1295年），移镇袁州，盗寇陀头率众犯境，他全部剿除。不久广东南恩州盗寇兴起，他再领兵平定。还军，在袁州去世。赠怀远大将军、季阳万户府万户、轻车都尉、渤海郡侯。

## 延伸阅读
[在维基数据编辑]
 《新元史/卷147》，出自柯劭忞《新元史》